# Kansas River
Kansas River, også kendt som Kaw, er en 238 km lang flod som munder ud i Missourifloden i storbyen Kansas City i delstaten Kansas, USA. Denne flod får tilløb fra adskillige længere floder, og hele flodsystemet er dermed 1.196 km langt og har et afvandingsområde på over 155.000 km². Kansas River er en af de største og vandrigeste bifloder til Missouri River, og løber vest-øst i gennem hele det nordlige Kansas, og med nordlig tilførsel fra det sydlige Nebraska og østlige Colorado. Flodsystemet ligger i et geologisk stabilt område. Bowersock-dæmningen er et system til kontrol af oversvømmelser, og har kun begrænset kraftproduktion.
Smoky Hill River er med 901 km den længste tilløbsflod , som Republican River munder ud i og som danner Kansas River ved byen Junction City, 319 moh. Sammen med tilløbsfloden Saline udgør Smoky Hill River et afvandingsområde på 31.673 km², hvoraf selve Smoky Hill river afvander 22.818 km² af dette.
Republican River er med sine 679 km den største, nordlige, og næstlængste tilløbsflod til Kansas River. Den starter i Colorado på 1.800 moh., og løber gennem det sydvestlige Nebraska og ud i Smoky Hill River i Kansas.
Big Blue River er en 402 km lang nordlig biflod som starter i den centrale-østlige del af Nebraska.